# أساسنز كريد
أساسنز كريد (بالإنجليزية: Assassin's Creed)‏ أو عقيدة القتلة هي لعبة فيديو من إنتاج يوبي سوفت مونتريال صدرت في منتصف شهر نوفمبر 2007 لجهازي إكس بوكس 360 وبلاي ستايشن 3. كما تم إصدار نسخة جهاز الكمبيوتر ونسخة نينتندو دي إس المحمولة في عام 2008. تدور قصة اللعبة في أثناء الحملة الصليبية الثالثة في عهد صلاح الدين وبالتحديد في عام 1191. الشخصية الرئيسية في الجزء الأول للعبة تدعى «الطائر» وهو ينتمي لطائفة الأساسنز (بالإنجليزية: Assassins)‏ (وهي مشتقة من الكلمة العربية الحشاشين) يقودها المعلم كما هو موجود باللعبة ويهدف لقتل الرموز التاريخية التسعة التي كانت تقود الحروب الصليبية. يمكن للاعب التنقل فيما بين أربع مدن هي: القدس وعكا ودمشق ومصياف. حصلت اللعبة على العديد من المراجعات الإيجابية منها 37 من 40 (مجلة فاميتسو اليابانية)، و9 من 10 (جيم سبوت)، والعلامة الكاملة (مجلة جيم برو). كما حصلت على لقب «أفضل لعبة أكشن» من موقع آي جي إن (IGN) وأفضل لعبة بلاي ستيشن 3 من موقع 1 أب.

## ملخص لقصة اللعبة
- بطل القصة الرئيسي: ديزموند مايلز، يتم اختطافه عبر شركة اسمها «أبسترجو» للحصول على ذكريات أجداده.
- زمن أحداث اللعبة: يمتد من زمن الحروب الصليبية إلى اليوم الحالي
- الطرفان المتقاتلان: جماعة الأساسنز ضد جماعة التمبلرز (أو فرسان الهيكل (بالإنجليزية: Templars)‏)
- هدف فرسان الهيكل: الحصول على قطع أثرية قديمة تسمى «قطع عدن» (بالإنجليزية: The Pieces of Eden)‏ وهي قطع تعطي من يمكلها قوة تمكنه من السيطرة على عقول الناس واستعبادهم.
- هدف الأساسنز: منع فرسان الهيكل من الحصول على هذه القطع والحفاظ على حرية الإرادة للبشر.

في هذا الجزء الأول من السلسلة تحاول شركة أبسترجو استكشاف ذكريات «الطائر» (أحد أجداد ديزموند) للعثور على قطع عدن الأثرية. يتواجد الطائر في القدس حيث يذهب إلى «المسجد الأقصى» لمواجهة الصليبي روبرت دي سابل (بالفرنسية: Robert de Sable)‏ محاولاً استرجاع إحدى قطع عدن لـ «المعلم» وهو رئيس مجموعة الأساسنز. حيث يقوم الطائر بتجاهل كثير من مبادئ عقيدة الأساسنز ويفشل في مهمته. بعدها عند عودة الطائر إلى قلعة الأساسنز يتم تخفيض رتبته إلى أساسنز مبتدئ (أو مغتال مبتدئ). لكي يستعيد الطائر مكانته السابقة يتم إرساله من قبل المعلم إلى تسعة أهداف في عدة مدن مختلفة. في كل مرة يقوم الطائر بقتل أحد أهدافه يكتشف أن هناك علاقة بين هؤلاء الأشخاص، حيث هم جميعاً من جماعة فرسان الهيكل قام روبرت دي سابل بتوحيدهم لكي يحصلوا على السلطة في الأراض المقدسة بشكل مستقل عن المسلمين (ساراكينوس) والصليبيين على الرغم من أنهم يدّعون أنهم يتبعون الهدف النبيل.

الطائر يقف أمام خريطة توضح أماكن "قطع عدن الأثرية" حول العالم.

بعد اغتيال كل أهدافه التسعة واكتشاف أن الهدف التاسع كان فخاً، يواجه الطائر خصمه روبرت أمام ملك إنجلترا ريتشارد (المعروف بـ قلب الأسد) وهو قائد الجيش الصليبي. يقوم الطائر بإخبار ريتشارد أن روبرت يخطط للتآمر ضده وقتله، والذي جعله يقوم بعمل مبارزة حتى الموت بين الطائر وروبرت. بعد ذلك يصدق ريتشارد الطائر. أثناءاحتضاره يقوم روبرت بالاعتراف أن عددهم ليس تسعة بل عشرة وأن الشخص العاشر هو المعلم الذي من المفترض أنه رئيس جماعة الأساسنز والذي يريد الاحتفاظ بقطعة عدن لنفسه ولذلك أرسل الطائر لقتل البقية. بالعودة إلى القلعة حيث قام المعلم هناك بالتحكم بعقول الناس في الداخل، يحاول الطائر هزيمته وقتله في مبارزة. الذاكرة التي كانت تبحث عنها شركة أبسترجو وضحت مكان قطعة عدن وكشفت أيضاً أنها فقط قطعة واحدة من 28 قطعة موزعة في أنحاء العالم.
بالعودة إلى العام 2012 تقوم شركة أبسترجو بإرسال فريق لاستعادة أكبر قدر ممكن من القطع. وبعد أن رأوا أنهم لا يحتاجون إلى ديزموند مايلز قرروا قتله، لوسي ستيلمان وهي موظفة في أبسترجو بالكشف لديزموند أنها أساسنز متخفية تقوم بإقناعهم بعدم قتله حتى العثور القطع. يتم ترك ديزموند في غرفة جهاز الأنيمس، حيث وباستخدام ميزة «رؤية الصقر Eagle Vision» والتي نتجت من حالة «تأثير النزيف the Bleeding Effect» (و هي حالة تنتج من الاستخدام الطويل لجهاز الأنيمس) يرى ديزموند مجموعة من الرموز المرسومة بالدم على حائط غرفته وعلى أرضية المختبر، عندها تنتهي أحداث الجزء الأول من السلسلة.

الرموز التي يراها ديزموند على الحائط بسبب تأثير جهاز الأنيمس (اضغط للتكبير).

جهاز "الأنيمس" المستخدم في استخراج الذكريات عن طريق الحمض النووي (اضغط للتكبير).

الطائر يستخدم ميزة "رؤية الصقر" لتحديد هدفه (اضغط للتكبير).

النصل الخفي الذي يستخدمه الطائر لقتل أعدائه (اضغط للتكبير).

المعلم يمسك بتفاحة عدن.

## شخصيات في اللعبة
| صورة | وصف |
| ---- | --- |
|      | ديزموند مايلز (ولد في 1987 م) بطل القصة يتم اختطافه من قبل جماعة فرسان الهيكل ويوضع في جهاز يسمى أنيمس Animus ليستخرجوا معلومات عن أجداده ويكشفوا إمكان تواجد قطع عدن الأثرية |
|      | الطائر (ولد عام 1165 م) أحد أجداد ديزموند وأحد أعضاء جماعة المغتالين Assassins وهو بطل الجزء الأول وذلك في فترة الحروب الصليبية، أصبح لاحقاً قائد للمجموعة. |
|      | وارن فيديتش عضو في جماعة فرسان الهيكل وهو عالم وموظف في شركة أبسترجو التي قامت باختطاف ديزموند، وهو رئيس الأبحاث والمسؤول عن مشروع جهاز الأنيمس والذي يقوم باستخراج ذكريات أجداد الشخص عن طريق الحمض النووي. |
|      | لوسي ستيلمان (ولدت في 1988 م) كانت تعمل في شركة أبسترجو، تقرر لاحقاً مساعدة ديزموند على الهروب من المختبر خاصة بعد أن مات أحد الأشخاص بسبب هذه التجارب، وتساعده على متابعة البحث عن ذكريات أجداده بعيداً عن أعين فرسان الهيكل. |
|      | المعلم رئيس جماعة الأساسنز. يقوم بإرسال الطائر لقتل شخصيات معينة بهدف أنهم اشرار ومن فرسان المعبد لكن ليس هذا السبب الوحيد، السبب الوحيد هو انه يريد أن يحتفظ بقطعة عدن إلى نفسه لأنه خائن ومن فرسان المعبد |
|      | مالك السيف عضو في جماعة الأساسنز. يقوم بمساعدة الطائر في مهامه. في إحدى المهام تسبب عصيان الطائر لأوامر المعلم في فشل المهمة وقطع يد مالك السيف وقتل أخيه. |
|      | روبرت دي سابل عضو في جماعة فرسان الهيكل. وهو أحد أهداف الطائر التسعة وهو الذي سوف يكشف للطائر أنهم كانوا عشرة أشخاص وأن الشخص العاشر هو المعلم. |
|      | الشخص السادس عشر وهو شخص إسمه هو كلاي كازماريك كانت تتم عليه التجارب قبل ديزموند، سمي بذلك لأن ترتيبه كان السادس عشر بين الأشخاص المختطفين، بعد موته تم اختطاف ديزموند، يجد ديزموند لاحقاً كتابات سرية على الجدران كتبها هذه الشخص قبل موته، هو أيضاً أحد أحفاد "الطائر" و"ايزو أوديتوري"، أثناء اللعب سوف تجد ألغاز مخفية لهذا الشخص وسوف تسمع صوته عند حل كل لغز. |

## أسلوب اللعب
الهدف الأساسي في اللعبة مجهول لكن ظاهره هو القيام بسلسلة من الاغتيالات التي يطلبها المعلم. ولتحقيق هذا الهدف على اللاعب الترحال من مصياف (مقر الأساسنز) عبر الأراضي المقدسة إلى ثلاث مدن: القدس، دمشق وعكا للعثور على عميل الأساسنز في تلك المدينة. هناك يقوم العميل بتوفير مكان آمن للأساسن (المغتال) وكذلك معلومات بسيطة عن الهدف المطلوب اغتياله ويطلب منه جمع المعلومات الاستخبارية قبل محاولة الاغتيال. يتم جمع هذه المعلومات إما عن طريق التنصت أو الاستجواب أو النشل أو القيام بمهام للمخبر أو الأساسنز الآخرين.
بالإضافة إلى أن هناك بعض المهام الجانبية في عناصر هذا العالم المفتوح مثل تسلق الأبراج الطويلة للحصول على منظر عام للمنطقة وتحديث خريطة المدينة، مساعدة سكان المدينة الذين يتعرضون للتهديد أو المضايقة من حراس المدينة. بالإضافة إلى مهام أخرى مثل قتل التمبلرز (فرسان الهيكل). عند تنفيذ مجموعة من الاغتيالات يعود اللاعب إلى المقر ويكافأ بأسلحة أفضل ومجموعة جديدة من الأهداف. كما تتاح الحرية للاعب في اختيار ترتيب الأهداف المراد اغتيالها.

## أماكن في اللعبة

الطائر في منظر مطل على مدينة القدس (اضغط للتكبير).
الطائر في منظر مطل على مدينة عکا (اضغط للتكبير).
مدينة دمشق (اضغط للتكبير).
قلعة جماعة الأساسنز في مدينة مصياف (اضغط للتكبير).

## متطلبات التشغيل على ويندوز
| أدنى مستحسن مايكروسوفت ويندوز نظام التشغيل ويندوز إكس بي مع الحزمة الخدمية الثانية أو ويندوز فيستا وحدة المعالجة المركزية معالج إنتل بنتيوم دي 2.4 جيجاهرتز أو آيه إم دي أثلون 64 X2 3800+ (ثنائي النواة) إنتل كور تو ديو 2.2 جيجاهرتز / آيه إم دي أثلون 64 X2 4200+ أو 4400+ الذاكرة 512 ميجابايت (إكس بي) ، 1 جيجابايت (فيستا) 2 جيجابايت مساحة القرص الصلب 9 جيجابايت مكونات الرسومات المادية كرت رسومات متوافق مع دايركت إكس 9.0 سي ذو 256 ميجابايت كرت فيديو متوافق مع دايركت إكس 10.0 ذو 512 ميجابايت |                                                                                 |                                                                     |
| | أدنى                                                                            | مستحسن                                                              |
| مايكروسوفت ويندوز |                                                                                 |                                                                     |
| نظام التشغيل | ويندوز إكس بي مع الحزمة الخدمية الثانية أو ويندوز فيستا                         | ويندوز إكس بي مع الحزمة الخدمية الثانية أو ويندوز فيستا             |
| وحدة المعالجة المركزية | معالج إنتل بنتيوم دي 2.4 جيجاهرتز أو آيه إم دي أثلون 64 X2 3800+ (ثنائي النواة) | إنتل كور تو ديو 2.2 جيجاهرتز / آيه إم دي أثلون 64 X2 4200+ أو 4400+ |
| الذاكرة | 512 ميجابايت (إكس بي) ، 1 جيجابايت (فيستا)                                      | 2 جيجابايت                                                          |
| مساحة القرص الصلب | 9 جيجابايت                                                                      | 9 جيجابايت                                                          |
| مكونات الرسومات المادية | كرت رسومات متوافق مع دايركت إكس 9.0 سي ذو 256 ميجابايت                          | كرت فيديو متوافق مع دايركت إكس 10.0 ذو 512 ميجابايت                 |

## اقرأ أيضا
- الحشاشون
- أساسنز كريد (فيلم)

## وصلات خارجية
- أساسنز كريد على موقع IMDb (الإنجليزية)
- الموقع الرسمي